# Cry Me a River
Cry Me a River – popularna piosenka, napisana przez Arthura Hamiltona, opublikowana w 1953 roku.
Piosenka napisana została dla Elli Fitzgerlad, która miała wykonać ją w filmie Pete Kelly’s Blues z 1955 roku. Jednak producent muzyczny nakazał Hamiltonowi usunąć z utworu słowo „plebejusz”, co tłumaczył tym, iż odbiorcy nie zaakceptują czarnej kobiety, która w latach 50. wypowiada takie słowo. Hamilton próbował zmienić tekst, ale ostatecznie odmówił, przez co piosenka została wykreślona z filmu. Ella Fitzgerald nagrała i wydała „Cry Me a River” na albumie Clap Hands, Here Comes Charlie! w 1961 roku.
Pierwszą i najpopularniejszą wersję piosenki nagrała Julie London w 1955 roku. W 1957 roku utwór wydany został jako singel i uplasował się na miejscu #22 brytyjskiej listy przebojów. Wykonanie to wykorzystane zostało w filmie The Girl Can’t Help It (1956), a także pojawiło się na soundtrackach obrazów Passion of Mind (2000) i V for Vendetta (2005).

## Wersje piosenki w innych językach
- portugalska – „Chora um Rio”, skomponowana przez Artura Nestrovsky’ego i wydana przez Ná Ozzettiego i André Mehmariego.
- francuska – „Pleurer des rivières”, nagrana przez Viktora Lazlo w 1985 roku.
- hiszpańska – „Te Lloré Un Río”, nagrana przez Maná.
- fińska – „Joet tulvimaan itke”, nagrana przez siostry Harmony w 1956 roku.

## Wersje innych wykonawców
- George Adams
- Aerosmith
- Rick Astley
- Brian Auger
- Björk
- Joan Baez
- Long John Baldry
- Michael Bublé
- Shirley Bassey
- Jeff Beck
- George Benson
- Susan Boyle
- Bonnie Bramlett
- Elkie Brooks
- Ray Bryant
- Ray Charles
- Gabriella Cilmi
- Joe Cocker
- Harry Connick Jr.
- Sam Cooke
- Lostprophets
- Bobby Darin
- Ella Fitzgerald
- Fourplay Quartet
- Benny Golson
- Lesley Gore
- John Greaves
- Arthur Hamilton
- Glen Hansard
- Etta James
- Norah Jones
- Mark Keller
- Kasia Kowalska
- Diana Krall
- Gene Krupa
- Julie London
- John Martyn
- Brad Mehldau
- Mina
- Hugo Montenegro
- Alison Moyet
- Olivia Newton-John
- Paolo Nutini
- Elaine Paige
- Linda Ronstadt
- Dinah Shore
- Nina Simone
- Barbra Streisand
- The Swans
- Justin Timberlake
- Caetano Veloso
- Dinah Washington